# System of a Down
System of a Down (акронім SOAD, іноді трапляється скорочення System) — відомий американський (всі учасники гурту вірменського походження) метал-гурт з Лос-Анджелеса, лауреат премії Grammy. На початку своєї кар'єри музиканти виконували музику в стилі ню-метал, однак зараз певного стилю їхня музика не має. Гурт був заснований у 1995 році, колишніми учасниками каліфорнійського гурту Soil.
Всі члени гурту мають вірменське походження. System of a Down складається з Сержа Танкяна, Джона Долмаяна, Шаво Одадж'яна та Дарона Малакяна.
З 1998 по 2005 рік, гурт випустив п'ять студійних альбомів, кожен з яких отримав платиновий сертифікат від RIAA. Найуспішнішим став другий альбом — Toxicity — який розійшовся по світу 6-мільйонним тиражем, а у США став мультиплатиновим. Загальний наклад проданих записів гурту сягає 20 мільйонів примірників.
Після закінчення гастролей на підтримку альбомів Mezmerize / Hypnotize — травень 2006-го року — музиканти повідомили, що вони йдуть у відпуску, яка триватиме не менше трьох років. Протягом цієї паузи учасники SOAD займались сольними проєктами та співпрацею з іншими артистами. Лише 29 листопада 2010, через офіційний сайт колективу, було повідомлено про гастрольний тур по Європі, запланований на 2011 рік.

## Історія

### Початок творчості, дебютний альбом

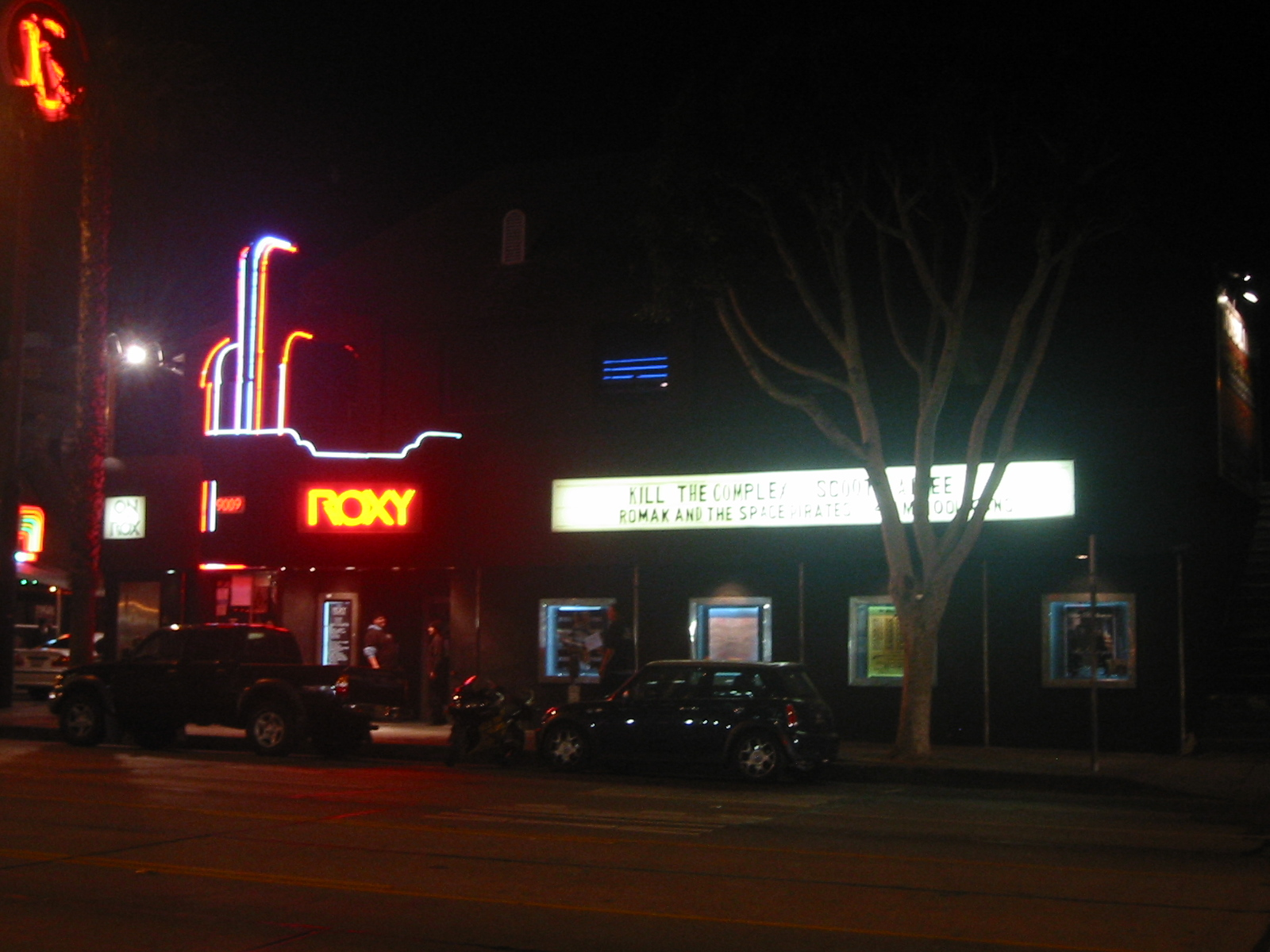
Roxy Theatre на Сансет-Стріп у Західному Голлівуді, штат Каліфорнія, де відбувся перший концерт System of a Down 25 травня 1995 року.

У 1992 році Серж Танкян (вокал, клавішні) та Дарон Малакян (вокал, гітара) заснували гурт Soil, до якого запросили Домінго Ларен (ударні) та Дейва Хакопяна (бас-гітара). Гурт, маючи у своєму активі всього один концерт і один джем-сейшн, розпався через новозапрошених учасників, які вирішили його залишити. 1995 року Танкян та Малакян утворили вже сам колектив System of a Down, в який запросили Шаво Одаджяна та Енді Хачатуряна, які відвідували ту ж вірменську приватну школу в Голлівуді та були добре знайомі обом музикантам. Спочатку Одаджян повинен був стати менеджером колективу, але в підсумку став грати на бас-гітарі. Протягом 1994—1997 рр. SOAD випустили чотири демо-касети із записами своїх пісень.
У середині 1997 року гурт покинув Хачатурян, котрий згодом став одним із засновників The Apex Theory. Причиною цьому послужила травма руки, яка не дозволила продовжити кар'єру барабанщика (за іншими джерелами, Андранік пішов через розбіжності з іншими учасниками). Хачатуряна змінив Джон Долмаян.
У 1997 році музиканти уклали контракт на випуск альбому із відомим музичним продюсером Ріком Рубіном та розпочали записувати свій дебютний однойменний диск System of a Down. Альбом вийшов 30 червня 1998 року і розійшовся за п'ять років майже мільйонним тиражем. Характерною ознакою цієї платівки є домінування стилістики ню-метал. Сингли «Spiders» і «Sugar» стали найуспішнішими піснями альбому, вони постійно звучали на радіо, а кліпи регулярно показувалися каналом MTV. 1998 року ці пісні зайняли 25-е та 28-е місця відповідно в хіт-параді Hot Mainstream Rock Tracks. Альбом System of a Down був представлений на концертах Slayer і Metallica, де System of a Down виступали як гурт «для розігріву», а також на фестивалі Ozzfest. Після завершенню фестивалю гурт брав участь у багатьох заходах разом з Fear Factory, Incubus і був хедлайнером SnoCore Tour поруч з Puya, Mr. Bungle і The Cat у 2000 році. Роком раніше вони мали виступати на Family Values Tour, але Фред Дерст викреслив їх зі списку, про що згодом пошкодував.
У 1998 році гурт разом з реп-виконавцями Ma$e, Дідді й Ліл Кім записав пісню «Will They Die 4 You», яка увійшла в альбом Chef Aid: The South Park Album. 2000 року SOAD створили кавер-версію пісні «Snowblind» для триб'ют-альбому гурту Black Sabbath Nativity in Black II та разом з хіп-хоп-гуртом Wu-Tang Clan — пісню Shame On A Nigga, включену до альбому Loud Rocks, у записі якого брали участь й інші рок- і хіп-хоп-колективи.

### Toxicity і Steal This Album!
На 3 вересня 2001 року був запланований безкоштовний концерт у Голлівуді з нагоди випуску нового альбому Toxicity. Виступ гурту повинен був відбутись на паркінгу, розрахованого на 3500 людей. Однак, згідно із оцінками, на концерт прийшло орієнтовно 7 — 10 тисяч глядачів. З міркувань безпеки виступ System of a Down без будь-яких оголошень було скасовувано незадовго до виходу музикантів на сцену. Глядачі очікували на концерт більше ніж годину, після чого розпочались заворушення: було знищено концертне устаткування, поліцейських було закидано камінням та розбито вікна. Заворушення тривали близько 6 годин, протягом яких шестеро фанів колективу було заарештовано.
Наступного дня відбувся офіційний реліз альбому. Стиль Toxicity мало відрізняється від дебютної платівки. Цей альбом отримав статус мультиплатинового у США і відтоді було продано понад 12 млн копій. Альбом дебютував на першому місці у чартах США та Канади.
Авторитетні американські видання позитивно оцінили альбом. Наприклад, рецензент журналу «Time» зазначив, що
|  | Серж Танкян вміє легко змінювати голос, що він і демонструє у композиціях «Chop Suey!» і «Forest». Він знає, як зробити так, щоб голос звучав в одних моментах як у злого регента, а в інших - як у соліста хлопчачого хору. Все це прикриває гітарист Дарон Малакян стіною жорсткого рифу. |

Журнал «Spin» написав, що «Toxicity — найчестолюбніший серед усіх ню-метал альбомів, це звучання сучасності».
Композиції, які були записані, але не потрапили в альбом Toxicity, були викрадені та у поганій якості викладені в Інтернет. У зв'язку з цим гурту довелось у стислі терміни записати та видати новий диск, котрий вони назвали «Steal This Album!» (укр. «Вкради цей альбом!»). Ця платівка складається із записаних у хорошій якості вкрадених раніше композицій і декількох нових пісень. Реліз альбому відбувся 26 листопада 2002 року. У результаті співпраці із Майклом Муром вийшов кліп «Boom!», оформлений у стилі антивоєнної пропаганди. Зокрема, відео було спрямоване проти Війни в Іраку і містить кадри із численних мітингів та акцій, котрі пройшли 15 лютого 2003 року в більш ніж 600 містах в усьому світі. Загалом близько 10 млн людей взяли участь у цих протестах, а System of a Down приєднались до 60-тисячної ходи у Лос-Анджелесі.

### Mezmerize і Hypnotize
Протягом 2004 та 2005 років System of a Down практично не виступали, займаючись написанням нових композицій. За цей час гурт випустив 23 нових пісні, виданих на двох альбомах, які становлять єдине ціле як в музичному плані, так і тематично. Платівки було представлено із різницею всього у пів року. Перший альбом — Mezmerize — було представлено 17 травня, а другий — Hypnotize — 22 листопада 2005 року. Як зазначали музиканти, вони розділили ці альбоми для того, щоб дати слухачам час ознайомитись із першою частиною своїх пісень перед виходом другої.
Mezmerize дебютував на першому місці в чартах США, Канади й Австралії. По всьому світу було продано понад 800 000 екземплярів. Обидва альбоми стали платиновими та підійнялись на перше місце у чарті Billboard протягом одного календарного року. System of a Down стали першими, кому це вдалось зробити після The Beatles. В цьому ж році гурт здобув нагороду MTV Europe Music Awards за найкращий альтернативний проєкт, а у 2006 році — нагороду Ґреммі в номінації «Найкраще хард-рок виконання» (за композицію «B.Y.O.B.»).

### Творча відпустка та возз'єднання
У травні 2006 року гурт оголосив про перерву у своїй творчості. Шаво Одаджян в інтерв'ю журналу «Guitar» сказав, що відпустка триватиме не менше ніж 3 роки. В інтерв'ю із Крісом Харіссом (MTV News) Дарон Малакян говорив, що гурт не розпадається, тому що якби це було дійсно так, то концерту на Ozzfest у 2006 році не було б. «Ми збираємось взяти тривалу перерву і зробити свої сольні проєкти, — продовжував Дарон, — ми в System вже понад 10 років і мені здається, що це чудово покинути на певний час гурт і повернутись до нього пізніше».
У 2006 році музиканти взяли участь у створенні фільму Карли Гарапедян «Screamers», в якому йдеться про геноцид вірмен. Наступного року Серж Танкян випустив свій перший сольний альбом Elect the Dead, котрий посів четверте місце у Billboard 200, Дарон Малакян і Джон Долмаяк створили власний гурт Scars on Broadway, а Шаво Одаджян разом із Wu-Tang Clan заснували хіп-хоп проєкт Achozen.
На початку січня 2010 року Шаво Одаджян написав у своєму мікроблозі: «Друзі, чи готові ви до System». Це могло означати повернення гурту, проте пізніше, коли ЗМІ підхопили цю тему, музикант обновив своє повідомлення у Twitter, заявивши, що возз'єднання поки що не входить у плани гурту. Серж Танкян спростував ці повідомлення. Проте 29 листопада цього ж року після п'ятирічної перерви гурт оголосив про своє повернення. На офіційному сайті колективу було опубліковано наступне повідомлення:
|  | Ми хочемо подякувати за вашу підтримку не тільки System Of A Down, але і всіх наших сольних проєктів. У нас немає жодних далеких планів - ми просто відіграємо ці шоу тому, що хочемо знову зіграти разом і тому, що цього хочете ви. |

У 2020 році гурт випустив дві нові пісні: «Protect The Land» і «Genocidal Humanoidz», які присвячені військовому конфлікту в Нагірному Карабасі.

## Стиль, вплив, критика
System of a Down споконвічно виконували музику в стилі ню-метал, хоча зараз певного стилю їх музика не має. Їх стиль нерідко називають альтернативним металом, альтернативним роком, артроком, експериментальним роком, хард-роком, хеві-металом, ню-металом, прогресивним металом та прогресивним роком. Характерний для SOAD також контрастний вокал. Потужний голос Сержа Танкяна зазвичай супроводжується гучними, швидкими та агресивними гітарними рифами в стилі треш-метал. «Іноді я співаю як оперний співак, іноді гортанно, іноді звичайно, — говорить Серж Танкян, — це виходить природно, мене стимулює музика, а я їй просто відповідаю». Також в їх музиці трапляються і вірменські мотиви.
Everytime you drop the bomb 
You kill the God your child has born.
Кожний раз, коли ви скидаєте бомбу,
Ви вбиваєте Бога, народженого вашою дитиною.
Інша відмінна риса цього колективу — критичні тексти, що зачіпають питання політики. Їх критика направлена, насамперед, на політику США. Внаслідок цього у лідера гурту Сержа Танкяна є підозра, що за гуртом стежить ЦРУ. Також в деяких піснях SOAD звертають увагу слухачів на геноцид вірмен («P.L.U.C.K.» («Політично брехливі нечестиві боягузливі вбивці»), «X» і «Holy Mountains»). Для гурту стало традицією влаштовувати благодійні концерти, присвячені питанню геноциду, перед якими серед глядачів розповсюджуються матеріали, що розповідають про події тих років.
«System of a Down — невіддільна частина нової революційної хвилі в тяжкому року, — пише американський критик. — На перший погляд може здатися, що цей гурт — ще один різновид Rage Against the Machine, але у всьому, що стосується музики, вони справжні металісти, чиї пісні ввібрали панківський підхід, рифи в дусі Pantera та вокальні прийоми в стилі Майка Паттона».
Переважно на гурт вплинула близькосхідна музика, а також такі гурти та виконавці, як The Beatles, Kiss, AC/DC, Van Halen, Dead Kennedys, Френк Заппа, Slayer. «Крім того, — розповідає Дарон Малакян, — на нас вплинули два фільми „Убити Білла“… Я знайшов щось спільне між Квентіном Тарантіно та System of a Down, оскільки фільми Тарантіно — це одночасно і фільми жахів, і драми, і фільми з хепі-ендом. Це ж можна сказати і про музику System of a Down».

Ви можете порівняти нас з ким хочете. Мене це не турбує… Факт залишається фактом: ми — ті, хто ми є, і вони — ті, хто вони є.
Оригінальний текст (англ.)
You can compare us to whoever you want. I don't care... Fact is fact: We are who we are and they are who they are.
— Шаво Одаджян

### System of a Down: Right Here in Hollywood
30 квітня 2006 року великим британським видавництвом «Independent Music Press» була опублікована перша книга, присвячена творчості гурту, під назвою «System of a Down: Right Here in Hollywood» (укр. System of a Down: Прямо тут, в Голівуді), автором якої є відомий англійський журналіст Бен Майерс. За його словами, він великий фанат SOAD ще відтоді, коли вперше брав інтерв'ю в учасників колективу в рамках європейського туру 1999 року. Книга містить не лише біографічний нарис гурту, але і ексклюзивні інтерв'ю з її учасниками.
«Щоб написати книгу, потрібно витратити місяці на інтерв'ю, розпитування, спостереження, — розповідає Бен Майерс. — Мені цікаві ті гурти, які дійсно роблять щось значне, і, звичайно, непогано, якщо вони при цьому ще й популярні… Я написав книгу про System of a Down, яких вважаю найважливішим політично налаштованим гуртом наших днів. Їхня музика — це найцікавіший у музичному відношенні саундтрек до американського життя часів президентства Джорджа Буша».

## Склад гурту
- Серж Танкян (вірм. Սերժ Թանգյան) — співак, гітара, клавішні музичні інструменти. Народився в Бейруті 21 серпня 1967 року та провів там дитинство. У віці восьми років разом з родиною переїхав до Лос-Анджелеса, де почав вчитися у вірменській школі «Rose and Alex Pilibos Armenian School» І вивчати маркетинг[53][54].
- Шаварш «Шаво» Одаджян (вірм. Շավո Օդաջյան) — бас-гітара, бек-вокал. Народився в Єревані 22 квітня 1974 року. У ранньому віці переїхав до Італії, потім в Лос-Анджелес. Вступив в ту ж школу, що і Серж, але через різницю у віці не був з ним знайомий[55].
- Дарон Малакян (вірм. Տարոն Վարդանի Մալաքյան) — гітара, співак. Народився в Глендейлі, штат Каліфорнія, 18 липня 1975 року. Незабаром переїхав до Лос-Анджелеса. Також навчався в «Rose and Alex Pilibos Armenian School»[56].
- Джон Долмаян (вірм. Ջոն Դոլմայան) — ударні музичні інструменти. Народився в Бейруті 15 липня 1973 року. У п'ять років, коли в Лівані була громадянська війна, в його спальню влетіла куля і застрягла в його ліжку, через це сім'я переїхала в Торонто, а потім і в Лос-Анджелес. З іншими учасниками SOAD познайомився на одному з концертів гурту"важкого металу". 1997 року замінив у гурті Енді Хачатуряна[57].

Колишні учасники
- Андранік «Енді» Хачатурян (вірм. Անդրանիկ (Անդի) Խաչատրյան) — ударні музичні інструменти. Народився в Тегерані 25 січня 1975 року. Після Іранської революції 1979 року емігрував з родиною в Лос-Анджелес, де познайомився з іншими учасниками гурту System of a Down. У 1997 році покинув гурт (за однією інформацією — через травму руки, а по інший — через розбіжності з іншими членами гурту)[58]. Був учасником гурту The Apex Theory, Mt. Helium, а пізніше Ontronik.

## Нагороди та номінації
З 2002 по 2007 рік, пісні System of a Down чотири рази здобували номінації «Найкраща пісня у стилі хард-рок» престижної премії Grammy, і лише одного разу, у 2006 році, композиція B.Y.O.B. виграла цю нагороду. Також гурт має кілька відзнак від журналу Kerrang! та каналу MTV.
У 2021 році пісня «Chop Suey!»(2001) була визнана кращою метал-композицією XXI століття.

### Нагороди
| Рік  | Нагорода                         | Категорія                                          |
| ---- | -------------------------------- | -------------------------------------------------- |
| 2005 | Нагорода MTV Europe Music Awards | Найкращий альтернативний гурт — «System of a Down» |
| 2006 | Нагорода Grammy                  | Найкраща пісня у жанрі хард рок — «B.Y.O.B.»       |
| 2006 | Нагорода MTV Good Woodie Award   | Найкраща пісня — «Question!»                       |

### Номінації
| Рік  | Нагорода        | Категорія                                      |
| ---- | --------------- | ---------------------------------------------- |
| 2002 | Нагорода Grammy | Найкраща пісня у жанрі хард рок — «Chop Suey!» |
| 2003 | Нагорода Grammy | Найкраща пісня у жанрі хард рок — «Aerials»    |
| 2007 | Нагорода Grammy | Найкраща пісня у жанрі хард рок — «Lonely Day» |

## Дискографія
- 1998 — System of a Down
- 2001 — Toxicity
- 2002 — Steal This Album!
- 2005 — Mezmerize
- 2005 — Hypnotize